# Mesophadnus victoriae
Mesophadnus victoriae är en stekelart som beskrevs av Heinrich 1980. Mesophadnus victoriae ingår i släktet Mesophadnus, och familjen brokparasitsteklar. Inga underarter finns listade.